# Jochen Sachse
Jochen Sachse (Frankenberg/Sachsen, 2 ottobre 1948) è un ex martellista tedesco orientale.

## Biografia
All'apice della carriera vinse la medaglia d'argento nel lancio del martello alle Olimpiadi di Monaco di Baviera 1972.

## Palmarès
| Anno | Manifestazione  | Sede              | Evento              | Risultato | Misura  | Note |
| ---- | --------------- | ----------------- | ------------------- | --------- | ------- | ---- |
| 1972 | Giochi olimpici | Monaco di Baviera | Lancio del martello | Argento   | 74,96 m |      |
| 1974 | Europei         | Roma              | Lancio del martello | Argento   | 74,00 m |      |

## Altre competizioni internazionali
1975
- Coppa Europa di atletica leggera ( Nizza)

1977
- Coppa Europa di atletica leggera ( Helsinki)